# Flughafen Bulawayo

i7
i11
i13
Der Flughafen Bulawayo (englisch Joshua Mqabuko Nkomo International Airport, IATA-Code: BUQ, ICAO-Code: FVBU) ist der internationale Verkehrsflughafen der simbabwischen Stadt Bulawayo. Er wird von der Civil Aviation Authority of Zimbabwe (CAAZ) betrieben.
Der Flughafen wurde nach Joshua Nkomo, dem Gründer der Zimbabwe African People’s Union und Vizepräsident Simbabwes von 1988 bis 1999, benannt.

## Fluggesellschaften und Verbindungen
Der Flughafen wird von (Stand November 2022) von Air Zimbabwe, Fastjet Zimbabwe, der südafrikanischen Airlink und der äthiopischen Ethiopian Airlines mit nationalen, regionalen und kontinentalen Zielen verbunden.